# シグマンド・ノイマン
シグマンド・ノイマン（Sigmund Neumann, 1904年5月1日 - 1962年10月22日）は、ドイツ出身の政治学者。

## 経歴
1904年、ライプツィヒのユダヤ人家庭に生まれる。ハイデルベルク大学、フランスのグルノーブル政治学院、ライプツィヒ大学で社会学、経済学などを学び、ライプツィヒでは社会学者のハンス・フライヤーに師事した。大学卒業後はライプツィヒ大学（1926～1928年）、ベルリンのドイツ政治大学（現ベルリン自由大学）（1928～1933年）で教鞭をとるが、アドルフ・ヒトラー政権の誕生を受けて1933年にイギリスに移住する。
英国で王立国際問題研究所研究員、ロンドン・スクール・オブ・エコノミクス講師を務めた後、1934年に米国に移住、コネチカット州のウェズリアン大学に助教授として迎えられ、同校で政治学、近代史を講義する。1944年には正教授に昇格して社会科学部長も務めた。第二次世界大戦後の1949年からは再び母国ドイツに戻ってミュンヘン大学、ベルリン自由大学の客員教授となり、戦後ドイツ政治学の復興に努力した。その功績を称えられ、ミュンヘン大学（1949年）、ベルリン自由大学（1962年）の両校から名誉博士号を授与されている。
また、米国でも引き続き教鞭をとり、イェール大学、ハーバード大学、コロンビア大学、ミシガン大学アナーバー校などの客員教授も務めた。
1962年、コネチカット州ミドルタウンで死去。

## 研究内容・業績
ドイツ政治の研究から出発し、その後は政党理論などの研究を行なったが、自らの経験も踏まえ、ソビエト連邦共産党、ファシスト党、ナチ党などによる独裁の理論的考察も行い、『大衆国家と独裁』を著した。同書はフランツ・レオポルド・ノイマンの『ビヒモス』（1942年）やエーリヒ・フロムの『自由からの逃走』（1941年）、エミール・レーデラーの『大衆の国家』（1940年）、ゲオルク・ヴォルフガング・フェリックス・ハルガルテンの『独裁者』（1957年）などとともに、ドイツからの亡命者による独裁研究として評価が高い。

## 著作

### 単著
- Die Stufen des preußischen Konservatismus: Ein Beitrag zum Staats und Gesellschaftsbild Deutschlands im 19. (Ebering, 1930).
- Die deutschen Parteien. Wesen und Wandel nach dem Kriege. (Junker und Dunnhaupt, 1932).
- Permanent Revolution: The Total State in a World at War. (Haper and Row, 1942/2nd ed., Frederick A. Praeger, 1965).

岩永健吉郎・岡義達・高木誠訳『大衆国家と独裁――恒久の革命』（みすず書房、1960年、新装版1998年）
- The Future in Perspective. (G.P. Putnam, 1946).

曽村保信訳『現代史――未来への道標（上・下）』（岩波書店、1956年、復刊1975年ほか）
- Makers of modern strategy. (Princeton University. Press, 1943).
- Leadership. (Wesleyan University, 1941).
- Die Parteien der Weimarer Republik (Kohlhammer, 1965).

Die deutschen Parteien 1932の増補改題

### 編著
- Modern Political Parties: Approaches to Comparative Politics. (University of Chicago Press, 1956).

渡辺一訳『政党――比較政治学的研究（1・2）』（みすず書房、1958 - 1961年）